# واحد ۶۶۹

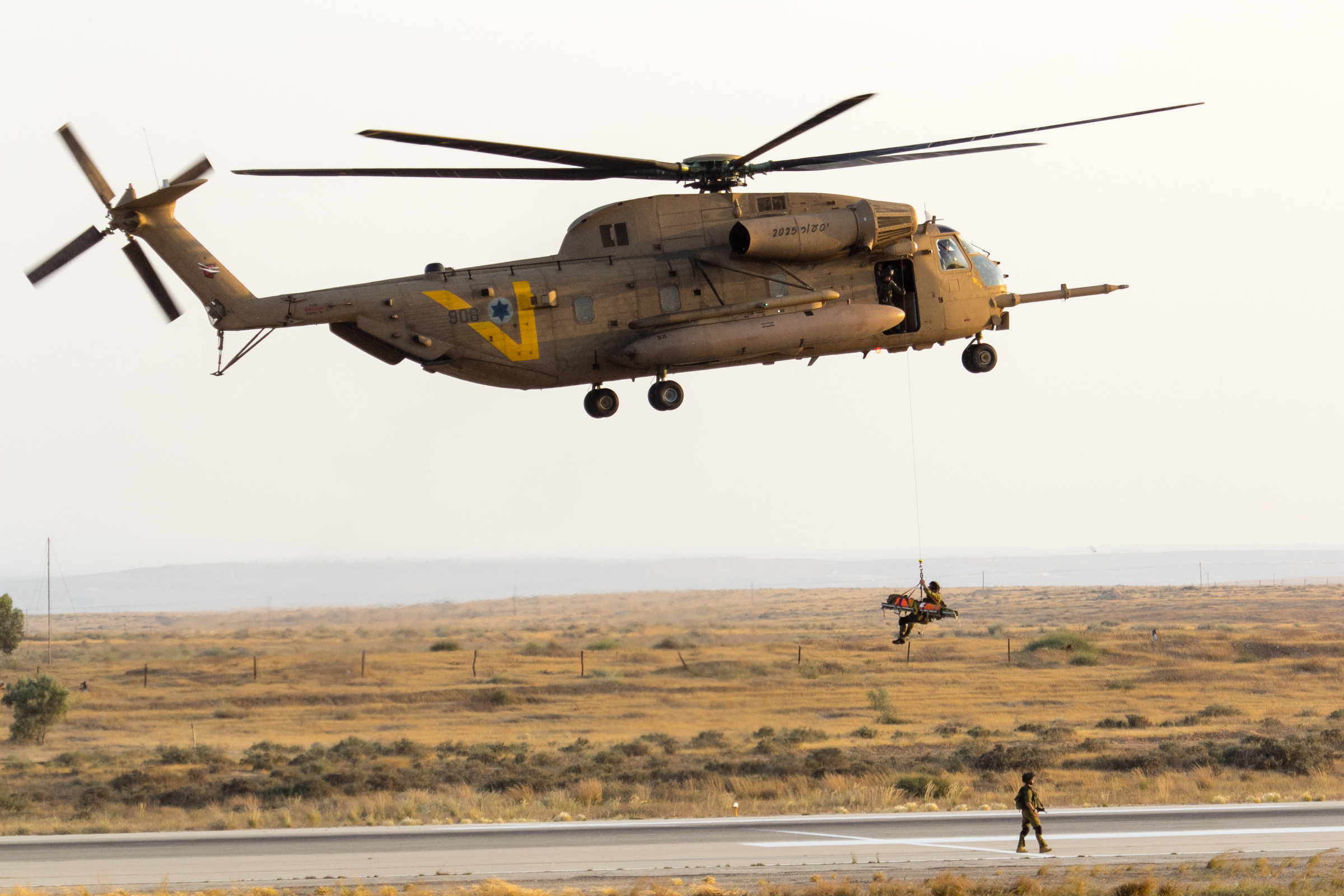
رزمایش امداد و نجات پزشکی هلی‌بورن واحد ۶۶۹ در مراسم فارغ‌التحصیلی دانشجویان نیروی هوایی اسرائیل.

واحد ۶۶۹ (عبری: יחידת החילוץ והפינוי הקרבי בהיטס 669‎) یگان نیروهای ویژه و ضدتروریسم نیروهای دفاعی اسرائیل زیرمجموعه نیروی هوایی اسرائیل است، که در سال ۱۹۷۴ تأسیس شد.
یک واحد جستجو و نجات رزمی هلی‌بورن، تابع بال هفتم هوایی است. واحد ۶۶۹ در پایگاه هوایی تل نوف با بالگردهای سیکورسکی سی‌اچ-۵۳ سی استالیون و در پایگاه هوایی پالماخیم با بالگردهای سیکورسکی یواچ-۶۰ بلک هاوک مستقر است.

## تاریخچه
واحد ۶۶۹ در سال ۱۹۷۴ توسط یورام شاچار و آونر ایلنایی، پس از جنگ یوم کیپور در سال ۱۹۷۳ تأسیس شد، زمانی که یک واحد امداد پزشکی موقت حدود ۵۰۰۰ عملیات تخلیه انجام داد. وظیفه اولیه آن، تخلیه و ارائه درمان‌های اولیه پزشکی به خلبانان سقوط کرده (و احتمالاً مجروح) در خارج از خطوط دشمن بود. با این حال، در سال‌های بعد، این واحد در تخلیه سربازان سایر شاخه‌های نیروهای دفاعی اسرائیل، به ویژه جنگنده‌های سایرت (نیروهای ویژه) در عملیات خارج از خطوط دشمن و دریانوردان در شرایط اضطراری نیز شرکت داشت.
طبق گفته نیروی هوایی اسرائیل، واحد ۶۶۹ در جنگ غزه فعالیت داشت. در طول جنگ، این واحد تخلیه پزشکی سربازان زخمی را انجام داده و از آغاز جنگ ۲۰۰ عملیات دیگر انجام داده است.
در ۶ دسامبر ۲۰۲۳، دو سرباز زن مراحل گزینش برای واحد ویژه ۶۶۹ را با موفقیت پشت سر گذاشتند. آنها اولین زنانی بودند که فعالیت خود را در این واحد آغاز کردند.